# Comunitat d'aglomeració Roissy Pays de France
La Comunitat d'aglomeració Roissy Pays de France (en francès: communauté d'agglomération Roissy Pays de France) és una estructura intercomunal dels departaments de la Val-d'Oise i de Sena i Marne, a la regió de l'Illa de França.
Creada al 2016, està formada per 42 municipis, dels quals 25 pertanyen a la Val-d'Oise i la resta a Sena i Marne. La seu es troba a Roissy-en-France.

## Municipis

### Val-d'Oise
1. Arnouville
2. Bonneuil-en-France
3. Bouqueval
4. Chennevières-lès-Louvres
5. Écouen
6. Épiais-lès-Louvres
7. Fontenay-en-Parisis
8. Fosses
9. Garges-lès-Gonesse
10. Gonesse
11. Goussainville
12. Louvres
13. Marly-la-Ville
14. Le Mesnil-Aubry
15. Le Plessis-Gassot
16. Puiseux-en-France
17. Roissy-en-France
18. Saint-Witz
19. Sarcelles
20. Survilliers
21. Le Thillay
22. Vaudherland
23. Vémars
24. Villeron
25. Villiers-le-Bel

### Sena i Marne
1. Claye-Souilly
2. Compans
3. Dammartin-en-Goële
4. Gressy
5. Juilly
6. Longperrier
7. Mauregard
8. Le Mesnil-Amelot
9. Mitry-Mory
10. Moussy-le-Neuf
11. Moussy-le-Vieux
12. Othis
13. Rouvres
14. Saint-Mard
15. Thieux
16. Villeneuve-sous-Dammartin
17. Villeparisis